# Фішман Макс Шахнович
Макс Фiшман (пол. Mietek Fiszman /Fischman/, рум. Max Fishman /Max Fişman, рос. Макс Шахнович Фишман; 12. 12. 1915 Варшава —  24. 09. 1985 Кишинів) радянський і молдовський композитор, піаніст, музичний педагог польсько-єврейського походження

## Біографія
Народився у Варшавi в родині комерсанта, старости Варшавської синагоги Шахно-Бейниша Фішмана (1870 — 1 июля 1936) и Эстер Фішман (Блайберг), 1880 — Варшавське гетто). Мав брата і шість сестер.
Музичну освіту здобув у Варшавській консерваторії, де вчився у Юзефа Турчинського (фортепіано) та Антонія Марека (композиция).
Перед самою війною виступав з концертами разом з такими відомими акторами  як Іда Камінська, Lola Folman, Вольф Мессінг, писав музику.
Часто виступав у будинку сиріт Януша Корчака, а влітку працював вихователем.
Роки Другої світової війни переривають артистичну кар'єру Фишмана. У 1939 він бере участь у воєнних діях, рятуючись від німецької окупації, втік разом із племінником Павлом Грюншпаном (Pawel Gruenspan 1920—2000) до Радянського Союзу. Попадає на територію СРСР і опиняється у в'язниці, а потім його відправляють на шахти до Актю́бінська (ГУЛАГ).
Уся родина Макса Фішмана загинула у Варшавському гетто.
Після звільнення з ув'язнення у 1944 році продовжив навчання у Саратовськiй консерваторії де вчився у Євсея Зінгера (фортепіано) і у Мінській консерваторії де вчився у Георгiя Петрова (фортепіано) та Анатолія Богатирьова (композиция). Працює в ній з 1947 року концертмейстером. 1949 року закінчив Мiнскую консерваторію.
Надалі йому було вручено Медаль «За доблесну працю у Великій Вітчизняній війні 1941—1945 рр.».
У 1952—1985 роках викладав в Кишинівської консерваторії (нині Академія музики, театру і образотворчих мистецтв), також викладав в педогогічним училище Келераш і музичній школі Керпінень.
Макс Фишман помер 24 вересня 1985 року в Кишиневі. Похований на кладовищі Св. Лазаря.

## Творчість
Композитор залишив багату музичну спадщину, зокрема: 4 концерти для фортепіано з оркестром, симфонічні, вокальні твори, творі для кларнета, скрипки, віолончелі, фортепіано.
Твори Макса Фішмана виконували відомі музиканти у Польщі:
Іда Камінська (вокал), Лолa Фольман, (вокал), Тобиаш Купервейс (фортепiано), Мечислав Вайнберг (фортепіано), Eта Турманд (фортепiано), Павел Гриншпан (фортепіано), Генрiх Вагнер (фортепіано), в СРСР: Лев Горелик (скрипка), Тимофій Гуртовий (диригент), Шико Аранов (диригент), Лідія Аксьонова (хоровий диригент), Віра Гарштя (хоровий диригент), Oлександр Васечкiн (диригент), Гiтля Страхилевич (фортепіано), Михайло  Унтерберг (скрипка), Теодор Згуряну (хоровий диригент), Людмила Ваверко (фортепіано), Oлексiй Дубровский (віолончель), Оскар Дайн (скрипка), Хая Талмацька (фортепіано), Нахум Лозник (скрипка), Ольга Кюн (фортепіано), Oлександр Каушанский (скрипка), Ребекка Гройшун (фортепіано), Лiлiя Няга (скрипка), Євген Вербецький (кларнет), Микола Татаринов (віолончель), Борис Гольденбланк (скрипка), Артур Аксьонов (фортепіано), Борис Дубосcарский (скрипка), Дмитрий Ротарь (гобой), Євгеній Нісман (скрипка), Павел Гриншпан (фортепіано) Польща. Після розпаду СРСР: Iлона Степан (хоровий диригент) Молдова, Нiколя Крюгер (диригент) Франція, Ян Вежба (диригент) Португалія, Рита Наморадо (фортепіано) Португалія, Бiргiтта Старнес (скрипка) Норвегiя, Элен Дотрi (віолончель) Франція, Kатерина Баранова (фортепіано) Молдова — Франція, Артур Аксьонов (фортепіано) Сполучені Штати Америки — Росія, а також студенти Академії Музики, музичні коледжі, школи та студії.
Твори Макса Фішмана виконувалися: у Молдова, Румунія, Польща, Росія, Україна, Білорусь, Норвегія, Південна Корея, Німеччина, Ізраїль, Португалія, Франція, Бельгія, Сполучені Штати Америки.

## Родина
В 1945 одружився з Лідія Аксьонова. У шлюбі мав двох синів: Бено Аксьонов і Артур Аксьонов.

## Дискографія
У 2006 році випущено диск із записами музики М. Фішмана (з фондів телерадіо Молдова), куди увійшли:
- Концертна п'єса для скрипки та фортепіано. Виконують Лілія Няга (скрипка), Гіта Страхилевич (фортепіано) запис 1964 року.
- Гумореска для скрипки та фортепіано. Виконують Лілія Няга (скрипка), Гіта Страхилевич (фортепіано) запис 1964 року.
- Соната для скрипки та фортепіано. Виконують Лілія Няга (скрипка), Гіта Страхилевич (фортепіано)
- Соната для кларнету та фортепіано. Виконують Євген Вербецький (кларнет), Гіта Страхилевич (фортепіано)
- Скерцино для кларнету та фортепіано. Виконують Євген Вербецький (кларнет), Гіта Страхилевич (фортепіано)
- Варіації для фортепіано Виконує Людмила Ваверко (фортепіано), запис 1956 року.
- Каприччіо для фортепіано. Виконує Гіта Страхилевич (фортепіано), запис 1964 року.
- Етюд сіль мажор для фортепіано. Виконує Гіта Страхилевич (фортепіано), запис 1964 року.
- Етюд ре мінор для фортепіано. Виконує Гіта Страхилевич (фортепіано), запис 1964 року.
- Сонатина для фортепіано Виконує Гіта Страхилевич (фортепіано), запис 1963 року.
- Тріо на молдавські теми для фортепіано, скрипки та віолончелі. Виконують Людмила Ваверко (фортепіано), Оскар Дайн (скрипка), Всеволод Дубровський (віолончель), запис 1958 року.
- Хор «Осінь» («Що ти ліс гойдаєшся») Слова Міхай Емінеску. Виконує Хор консерваторії, диригент Лідія Аксьонова, запис 23.06.1964.
- Хор «Жнива» Слова Васіле Александрі. Виконує Хор консерваторії, диригент Лідія Аксьонова, запис 23.06.1964.
- П'єса для гобою та оркестру. Виконують Дмитро Ротар (гобій), Оркестр радіо та телебачення МРСР, диригент Олександр Васечкін, запис 1961 року.

Загальний час — 78:19.04

## Публікації
- Фишман М. La vânătoare. Chișinău: Editura de stat a Moldovei, 1956[34]
- Фишман М. Сонатина d-moll для фортепиано. Кишинёв: Картя Mолдовеняскэ, 1968[35]
- Фишман М. Прелюдия и четыре этюда для фортепиано. ЦГАРМ, Ф. 3050, Оп. 2, Д. 309.
- Фишман М. Каприччио, Скерцино. В: Избранные произведения молдавских композиторов. Кишинёв: Картя Молдовеняскэ, 1961, с. 150—172.
- Фишман М. Сонатина Es-dur для кларнета in B. Кишинёв: Картя Молдовеняскэ, 1963[36]

## Фрагменти композицій
- Baranov Ecaterina Bibliothèque Compositeurs de Moldavie Max Fishman Архівовано жовтень 23, 2023 на сайті Wayback Machine.
- Max Fishman, Concert pour piano et orchestre symphonique. Rita Namorado — piano. Nicolas Kruger — direction Orchestre Nationale de Chambre et Orchestre Téléradio Moldova
- «Трио на молдавские темы для ф-на, скрипки и виолончели» Макса Фишмана, исполняют Людмила Ваверко, Оскар Дайн и Всеволод Дубровский. 3 части.
- Max Fishman, Trio n.2, Allegro. Ecaterina Baranov, piano Birgitte Staernes, Violin Hélène Dautry, cello
- Max Fishman: Andante from trio. Ecaterina Baranov, piano Birgitte Staernes, Violin Hélène Dautry, cello
- Max Fishman. Trio n.2, Vivace Giocoso. [Ecaterina Baranov, piano Birgitte Staernes, Violin Hélène Dautry, cello
- Макс Фишман: Вариации для фортепиано в исполнении профессора Кишиневской Академии Музыки Людмилы Ваверко
- Макс Фишман: Сонатa для кларнета и фортепиано в исполнении Народного артиста Молдовы, профессора Евгения Вербецкого и Заслуженной артистки Молдовы Гиты Страхилевич.
- Max Fishman: Concert Piece for Violin and Piano — Lilia Neaga (violin), Ghita Strakhilevitch (piano)